# Fanti (peuple)
Pour les articles homonymes, voir Fanti.

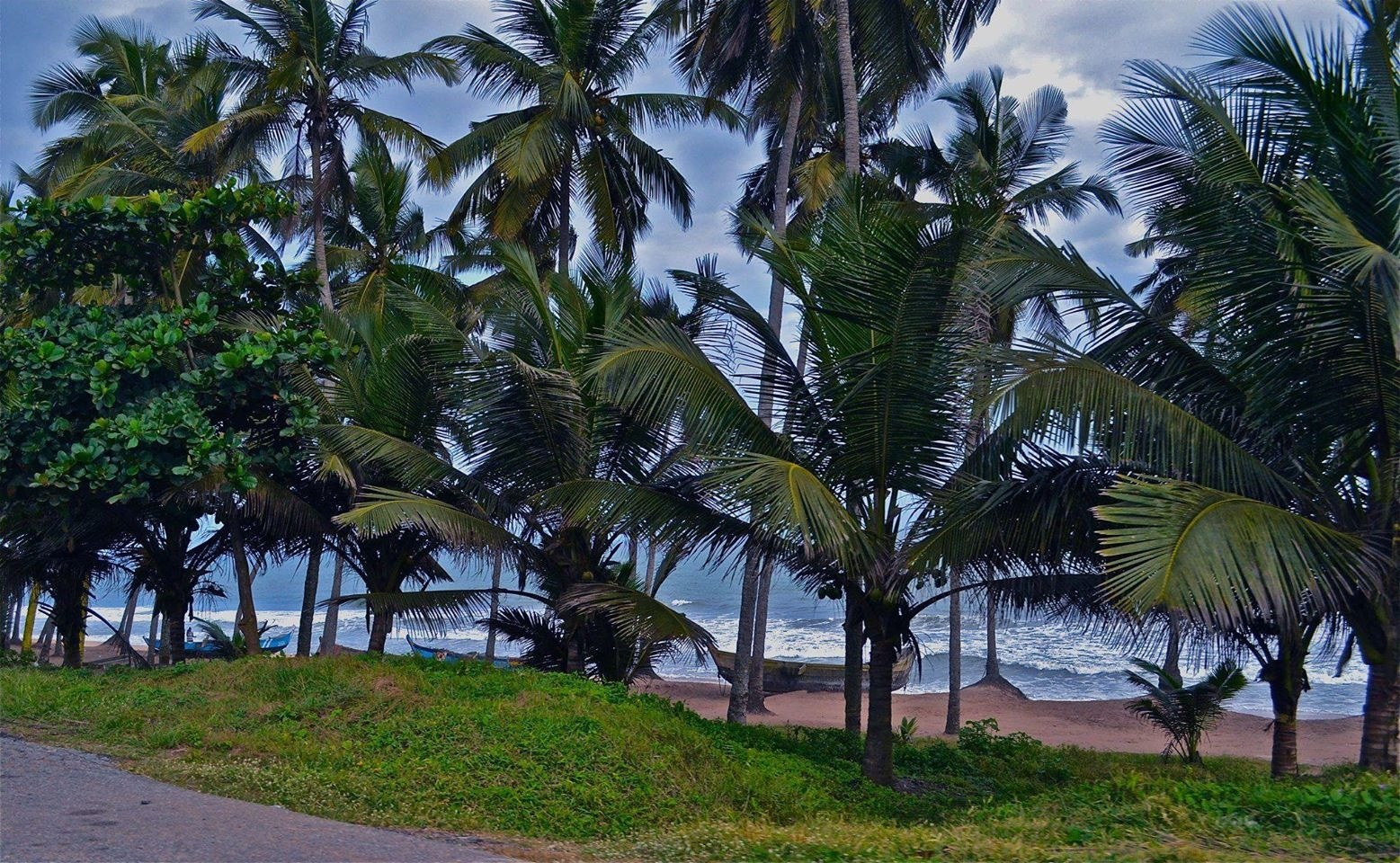
Bateaux de pêche Fanti à Cape Coast

Les Fanti sont une population d'Afrique de l'Ouest, vivant dans le golfe de Guinée, principalement au Ghana. Une importante communauté s'est également installée en Côte d'Ivoire pour y pratiquer la pêche, notamment à la langouste, à l'ouest du pays, près des villes de San-Pédro et Sassandra. Le peuple Fanti est constitué de deux groupes : les fante boribori du groupe Akan et les fante Etsi du groupe Guan. 

## Histoire
La tradition orale indique que les Fanti se sont emparés de leur terre par la guerre avec les Asebu. Ils y auraient fondé la ville d'Abora. Cependant, un état indépendant d'Asebu survit à cette guerre.
Au XVIIe siècle, les Fanti se trouvent à l'ouest de Komenda, à Elmina et entrent en guerre en 1618 avec les Asebu ainsi que le roi de Caramandin (Kormantin). Les néerlandais, situés à Moree soutiennent les Asebu afin de combattre les Fantis supposés soutenir les intérêts portugais. Les forces Fantis envahissent et tuent de nombreux Asebus dont le fils du roi, mais ces derniers contre-attaquent, brûlent les villages et prennent 300 têtes comme trophée fétiche. Les Fantis finissent par atteindre Moree et décapitent 20 esclaves africains et employés néerlandais. D'autres conflits opposant Fanti et Asebu se déroulent en 1634,1653,1657, 1667 et 1681, cependant les néerlandais choisissent de ne plus intervenir. À la suite du dernier conflit, en 1681, les Asebu se soumettent au Fanti par cassare, une alliance matrimoniale. 
De 1679 à 1694, les Fanti, allié aux Asebu, mènent une guerre sanglante contre les Fetu, soutenus par les britanniques. Les néerlandais fournissent des armes aux Fanti et Asebu. Cependant, la finalité de la guerre est défavorable aux Fanti qui perdent le contrôle sur les Asebu. En 1695, les premières guerres de Komenda se déclenchent et les Fantis y jouent un rôle ambigu en se joignant tantôt aux néerlandais, tantôt aux britanniques. 
Au début du XVIIIe siècle, l'état Fanti mène une politique d'expansion importante en tirant profit des différents approvisionnements en arme précédemment donnés par les néerlandais et les britanniques. Ils reprennent possession des Asebu et tentent de reprendre le contrôle de plusieurs chefferies de la Côte de l'or. Cette politique d'expansion répond à la présence croissante des européens et notamment les politiques locales de la Royal African Company qui, par l'intermédiaire de son agent général, Sir Dalby Thomas (entre 1703 et 1711), assujettit des chefferies côtières. En étendant son territoire, les Fanti empêchent les marchands européens d'accéder aux territoires intérieurs, les contraignant à interagir prioritairement avec les Fantis. Cependant, les dissensions internes entre les chefferies Fanti sont une réalité, et la position intermédiaire de marchands n'est pas uniforme. Les relations avec les Britanniques tendent même à s'améliorer progressivement.

## Répartition
Les Fantis, au sens élargi du terme et incluant les sous-cultures dont ils sont parents, s'étendent le long de la côte du Ghana depuis la rivière Pra à l'ouest jusqu'à la rivière Sakumo à l'est, sur une distance de 150 km. Au début du XVIIIe siècle, leur répartition se trouvait contenue entre Anashan et Tantumkweri, sur seulement 40km. L'expansion et la consolidation Fanti est parallèle à celle des Akwamu, des Akyems et des Ashantis. Cette expansion culturelle est directement liée aux conflits internes qui ont concernés les chefferies de la Côte de l'Or, ainsi que la conquête des Asebu en 1708. Cependant, ces expansions ne sont pas centralisées sur un état, mais une succession d'état dont la culture découle de l'influence Fanti.

## Ethnonymie
Selon les sources et le contexte, on rencontre différentes formes : Agona, Fanti, Fanti Twi, Fantis, Fanti Twi, Fantyn, Mfantse, Tchi, Tschwi,  
Tshi, Twi.

## Langue
Ils parlent le fanti, l'un des dialectes de la langue akan.

## Personnalités

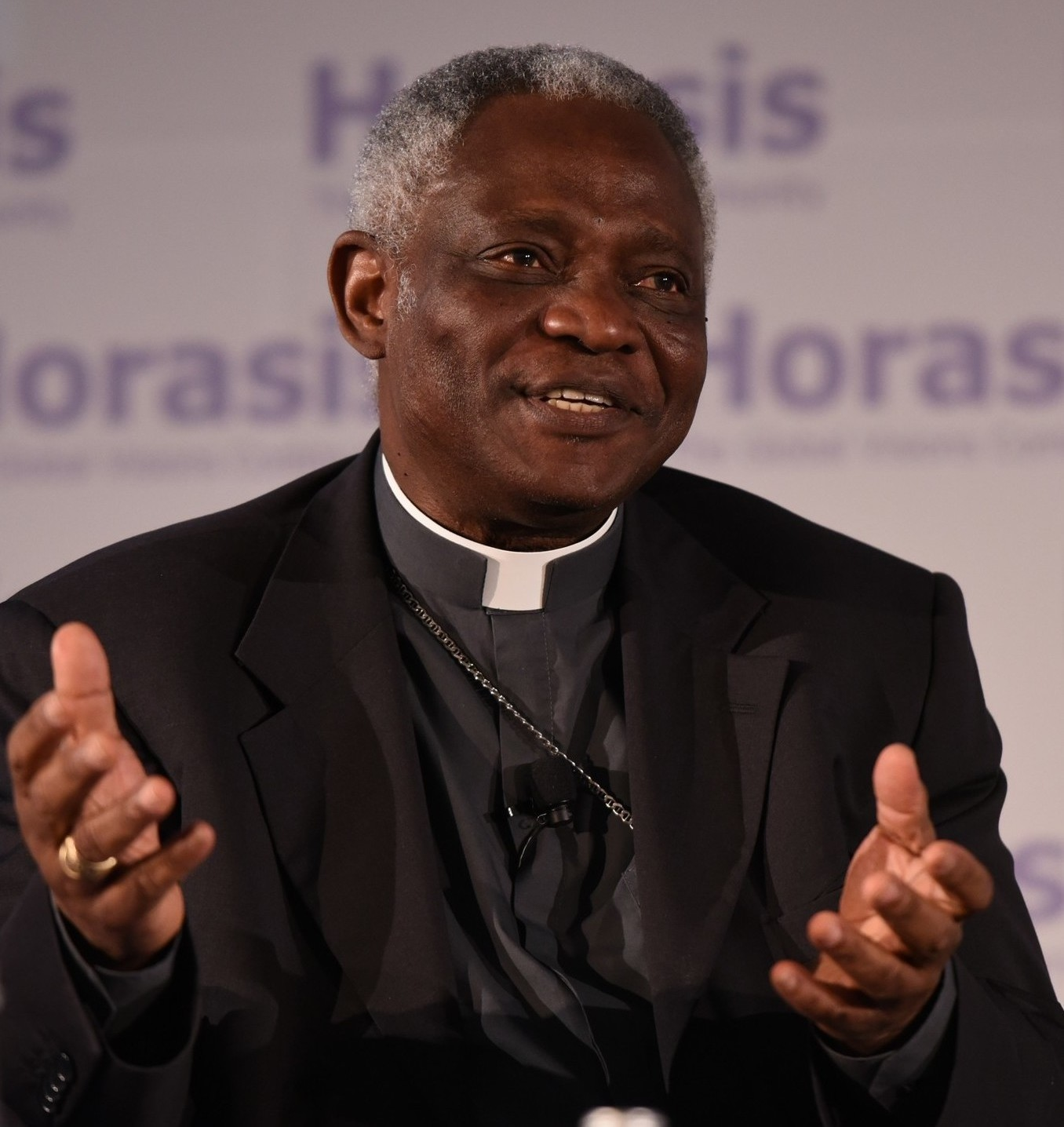
Le cardinal Tukson

## Culture

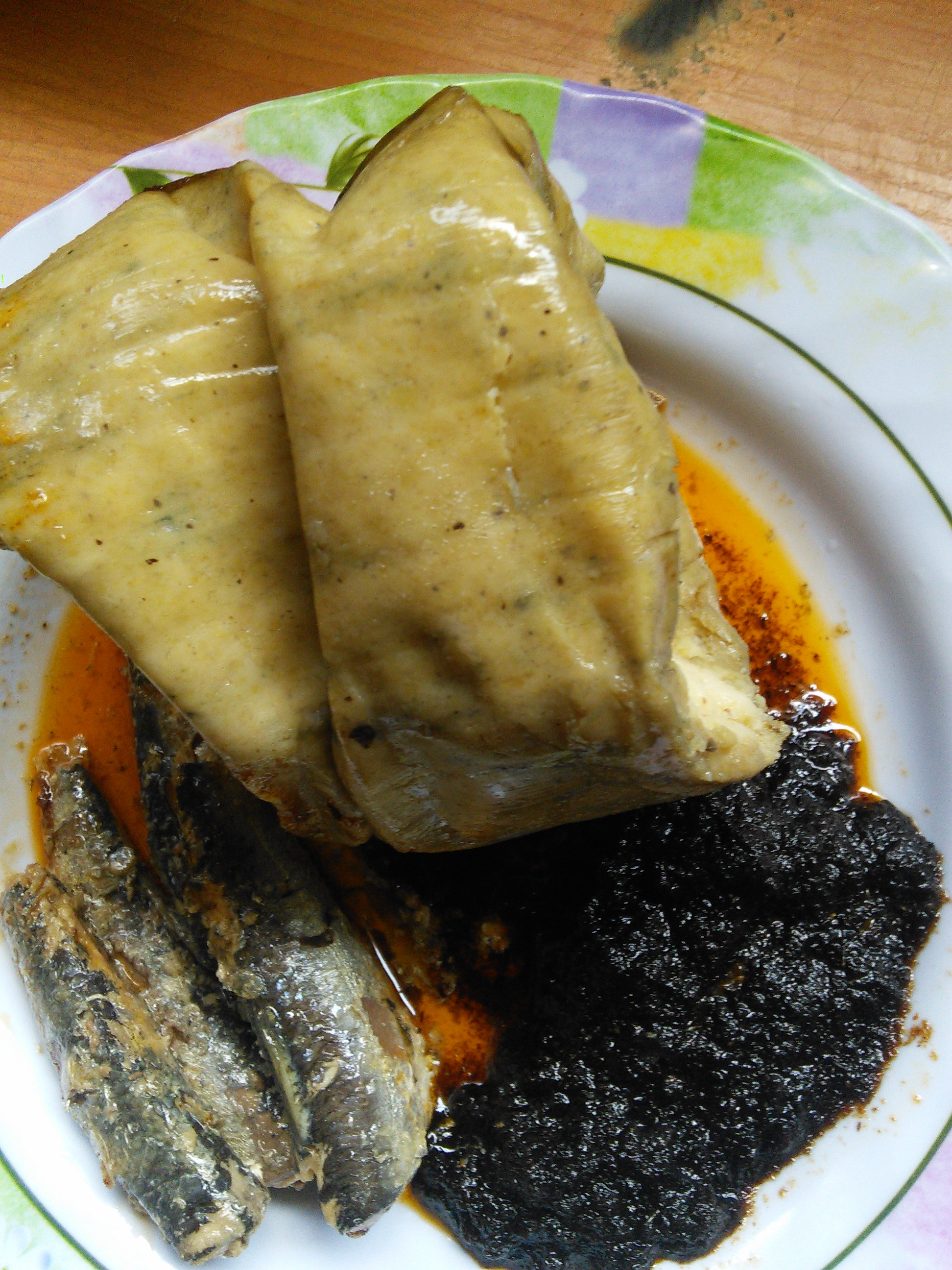
Kenkey Fanti servi avec des sardines et du shito

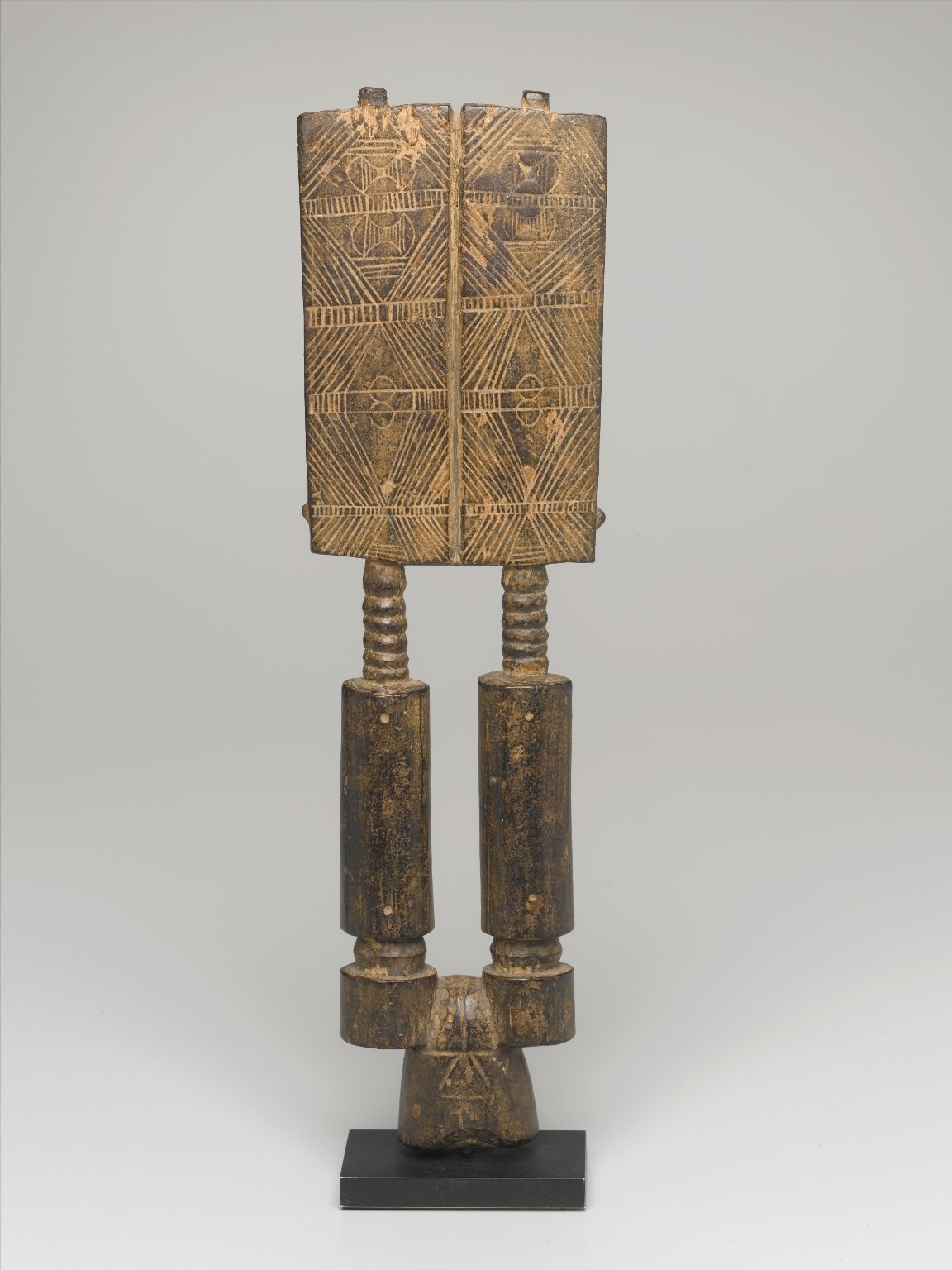
Paire de figures Akuaba
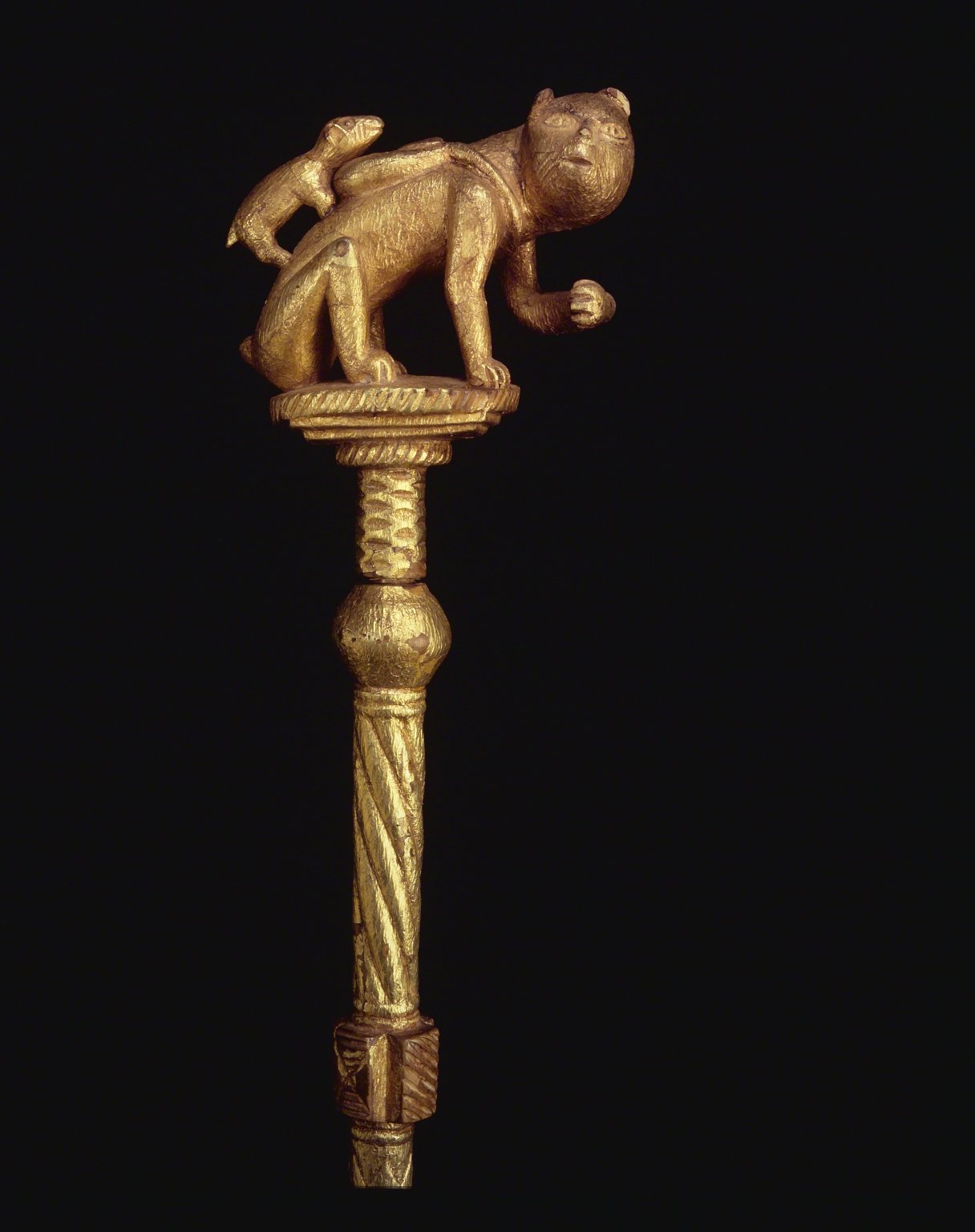
Sceptre okyeame
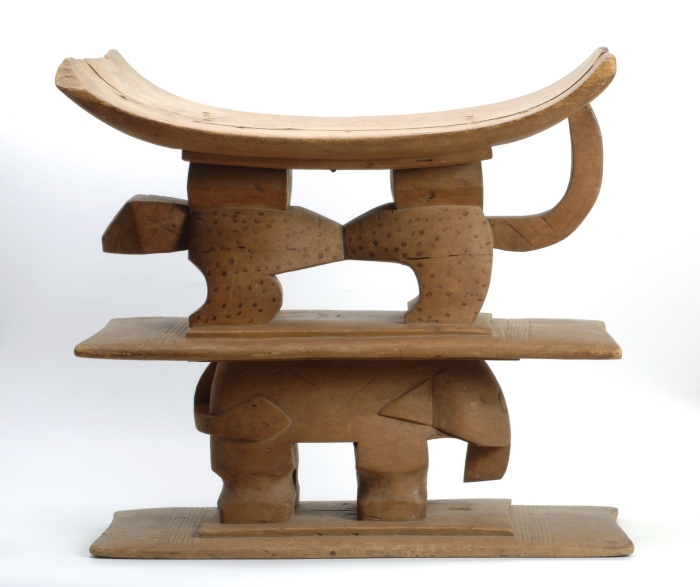
Tabouret Fanti
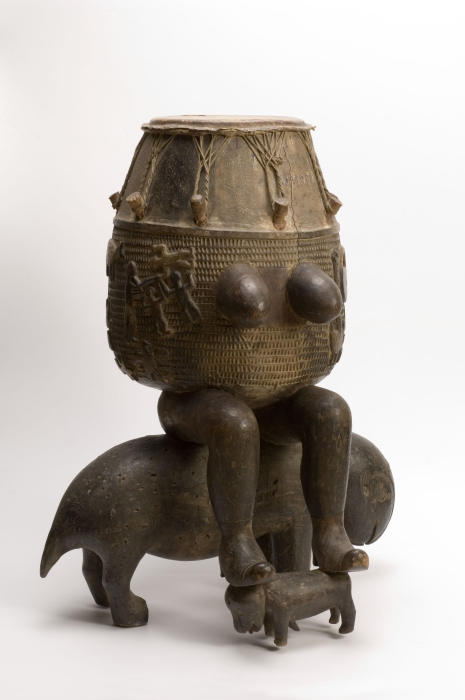
Tambour sculpté
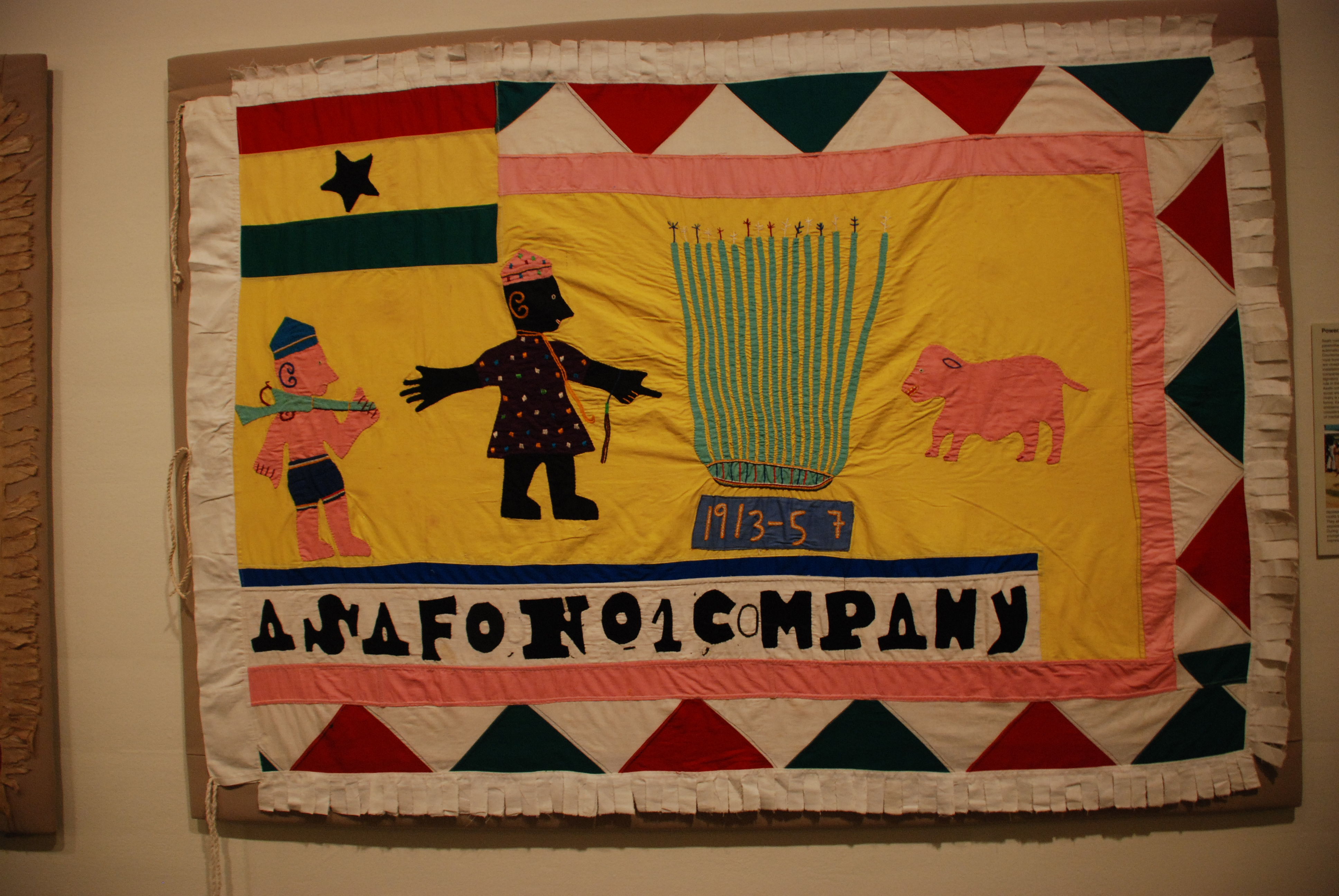
Tenture murale (drapeau Asafo[7])